# Diplomazia

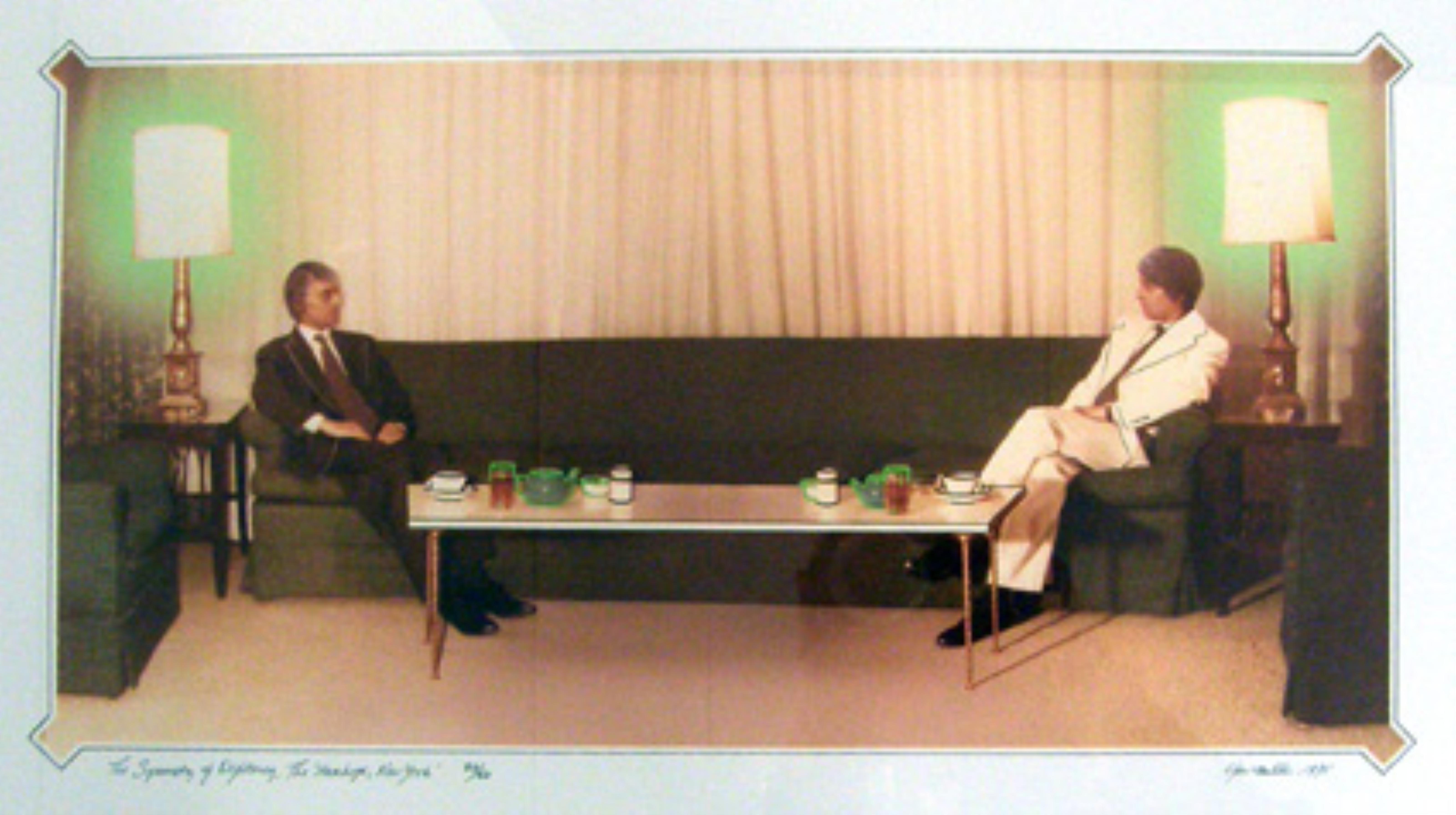
Ger van Elk, Symmetry of Diplomacy, 7014, Groninger Museum.

La diplomazia è la conduzione di negoziati e riconoscimenti diplomatici tra individui, gruppi o nazioni al fine di raggiungere un accordo, ad esempio per risolvere un conflitto senza violenza.
In generale, quando il termine viene usato formalmente ci si riferisce alla diplomazia internazionale, ossia all'azione compiuta da diplomatici professionisti per portare avanti relazioni internazionali.
Esiste un'importante distinzione tra diplomazia e politica estera, anche se sono strettamente collegate, complementari ed essenziali l'una per l'altra: mentre la politica estera corrisponde alle scelte strategiche e politiche delle massime autorità dello Stato, la diplomazia è l'attuazione della politica estera attraverso i diplomatici.
Le più antiche diplomazie si trovano in Oriente: le spedizioni e le missioni diplomatiche si svilupparono precocemente in Asia, in particolare con l'espansione della Cina imperiale. Il servizio diplomatico della Santa Sede è uno dei più antichi al mondo, attivo dal V secolo, e il più antico in Europa.

## Storia
Le origini della diplomazia moderna in Europa si rintracciano nelle relazioni tra gli Stati del Nord Italia durante il basso Medioevo. Milano, Venezia e la Toscana sono state un fiorente centro di relazioni diplomatiche nel XV secolo. Molte usanze diplomatiche tuttora in uso, come la presentazione delle credenziali diplomatiche, si considerano risalenti alle pratiche rinascimentali italiane. Dall'Italia, la pratica diplomatica si è diffusa alle altre regioni europee. La Spagna è stata il primo Stato a inviare un rappresentante permanente, un Ambasciatore, alla Corte d'Inghilterra nel 1487. A partire dal XVI secolo l'invio di agenti diplomatici è diventata prassi tra tutti gli Stati europei e si è successivamente diffusa agli Stati extra-europei.
I loro documenti diplomatici, poi, costituiscono "una delle fonti più rilevanti della storia, e particolarmente della storia diplomatica, che è sempre storia, ricostruita ponendo in particolare rilievo i suoi sviluppi e i suoi profili diplomatici".

## Descrizione generale
Le relazioni diplomatiche si svolgono dunque prevalentemente tra entità statali. Alla diplomazia di stampo tradizionale impegnata in relazioni bilaterali e nei trattati di pace e di guerra si è andata sostituendo la diplomazia moderna che si occupa sia di relazioni politiche bilaterali e multilaterali in senso stretto sia di una serie di attività legate alla promozione economica e culturale del paese, all'assistenza ai connazionali, alle imprese all'estero e alle politiche migratorie.
Nonostante le istituzioni coinvolte nell'attività diplomatica siano molteplici e di vario livello, il Ministero degli affari esteri è tuttora il centro di coordinamento della diplomazia italiana dove tradizionalmente le relazioni diplomatiche sono portate avanti sia da funzionari diplomatici sia da funzionari di vario livello inseriti in tale ambito e nella rete delle ambasciate, delle rappresentanze permanenti, dei consolati e degli istituti di cultura. Alla carriera diplomatica si accede tramite il concorso diplomatico indetto dal Ministero degli affari esteri e si articola in 5 gradi, da segretario di legazione ad ambasciatore. Le promozioni al grado superiore si ottengono in seguito a specifica formazione e all'espletamento dell'attività lavorativa secondo i criteri indicati dal Ministero.

## La risoluzione delle controversie
Uno dei compiti principali della diplomazia moderna è quello di prevenire l'esacerbarsi di conflitti attraverso la messa a punto di un ampio raggio di strumenti per la soluzione pacifica delle controversie. Di seguito gli strumenti più diffusi.

### Negoziato
Il negoziato è il mezzo di soluzione diplomatica delle controversie più semplice e più diffuso. Consiste in una serie di colloqui tra le parti, non necessariamente istituzionalizzati, che hanno l'obiettivo di individuare un punto di conciliazione tra le diverse posizioni.
Anche qualora non conduca a un esito positivo, il negoziato consente di far emergere con chiarezza le posizioni delle parti, fungendo spesso da presupposto per l'esperimento di altri mezzi, nonostante non esista nel diritto internazionale generale un obbligo di previo esaurimento per poter accedere a un organo arbitrale o alla giurisdizione internazionale. Tuttavia, in dottrina è stato rilevato come, in virtù del principio generale di cui all'art. 2, par. 3 della Carta delle Nazioni Unite, esista un generico obbligo in capo agli Stati membri di non sottrarsi al negoziato offerto dalla controparte; del pari, i negoziati devono essere condotti secondo buona fede e buona volontà, in modo da costituire un'effettiva ricerca di soluzioni e non un mero espediente dilatorio.

### Buoni Uffici, Mediazione
I buoni uffici e la mediazione sono due strumenti di natura consuetudinaria, i quali hanno trovato codificazione nelle due Convenzioni dell'Aja del 1899 e 1907 sulla soluzione pacifica delle controversie. Entrambi prevedono l'intervento di un terzo rispetto alle parti in causa, il quale può essere rappresentato da una o più persone fisiche, da uno Stato o gruppo di Stati, da un'organizzazione internazionale o da un'organizzazione non governativa.
Ciò che caratterizza i due istituti è il differente ruolo del terzo nella risoluzione della controversia: se, infatti, nella mediazione esso partecipa direttamente ai negoziati, agendo come intermediario (è stato questo ad esempio il ruolo svolto dall'Algeria durante la crisi tra Stati Uniti e Iran nel 1980-81 e dal Segretario Generale delle Nazioni Unite nel processo di pace nella Repubblica Democratica del Congo), nei buoni uffici il terzo ha un ruolo di minor rilievo, limitandosi ad esercitare la propria influenza per portare le parti al tavolo negoziale: pertanto, il suo ruolo si esaurisce quando il negoziato ha inizio (tale ruolo è stato esercitato, ad esempio, dal Segretario Generale delle Nazioni Unite tra Iraq e Iran dopo la guerra del 1980-1988 e dopo la guerra tra Iraq e Kuwait nel 1990).

### Inchiesta
L'inchiesta è uno strumento di soluzione diplomatica delle controversie complementare rispetto ad altri, che esplica la sua efficacia quando la controversia si basi sull'incapacità o mancata volontà delle parti di concordare sulla ricostruzione dei fatti relativi alla vicenda oggetto del contendere. Essa è generalmente affidata a un organo collegiale (solitamente una Commissione) le cui funzioni, composizione e oggetto sono stabiliti da un accordo ad hoc tra le parti. Nella prassi, l'inchiesta ha trovato una limitata applicazione, tranne che nei casi in cui essa sia stata prevista nel contesto istituzionale di organizzazioni internazionali o riguardi la tutela internazionale dei diritti umani o il diritto internazionale umanitario (ad esempio, il I Protocollo alle Convenzioni di Ginevra del 1949 sul diritto umanitario prevede la creazione di una Commissione internazionale di accertamento dei fatti, istituita nel 1991).

### Conciliazione
La conciliazione è la sottoposizione della controversia a un organo precostituito o accettato dalle parti, che ha la funzione di proporre delle soluzioni in merito alle questioni in oggetto; tale organo è solitamente una Commissione di Conciliazione, le cui competenze e modalità di funzionamento sono fissate da un accordo ad hoc tra le parti. Proprio tale grado di istituzionalizzazione e formalizzazione fanno sì che la conciliazione sia spesso definita come una procedura “quasi arbitrale”. Tuttavia, nonostante i punti di contatto i due istituti presentano alcune differenze fondamentali, in particolare in merito agli effetti della sentenza, che nel caso della conciliazione non è obbligatoria né vincolante per le parti. La conciliazione è oggi contemplata da diversi trattati multilaterali come mezzo di soluzione delle controversie relative alla loro interpretazione e applicazione.

### La soluzione diplomatica delle controversie nella Carta delle Nazioni Unite
Come accennato (cfr. supra), la Carta delle Nazioni Unite prevede all'art. 2, par. 3 l'obbligo per gli Stati membri di risolvere le loro controversie internazionali con mezzi pacifici, in modo che la pace e sicurezza internazionali non siano messe in pericolo, in stretta connessione con l'obbligo di astenersi dalla minaccia o dall'uso della forza incompatibile con i fini della Carta di cui all'art.2, par. 4. Tale obbligo è stato ribadito nella Risoluzione dell'Assemblea Generale n. 37/10 del 1982, di approvazione della cd. Dichiarazione di Manila del 1980, sulla soluzione pacifica delle controversie tra gli Stati.
Stabilendo che le parti debbano regolare in modo pacifico, diplomatico o giurisdizionale, le controversie tra loro (art. 33), la Carta attribuisce al Consiglio di Sicurezza (Cap. VI) e all'Assemblea Generale (art. 14) competenze specifiche in materia di soluzioni pacifiche delle controversie per via diplomatica. Per quanto attiene al Consiglio di Sicurezza - il quale, ai sensi dell'art. 34, dispone di un ampio potere di inchiesta - dal combinato disposto degli artt. 33, 36 e 37 emerge un'articolata funzione conciliativa ad esso attribuita, che può esplicarsi tramite una serie di gradazioni: esse vanno dal mero invito a regolare pacificamente la controversia (art. 33, par. 2) alla raccomandazione di uno o più mezzi di soluzione adeguati (art. 36, par. 1), fino all'individuazione di veri e propri termini di regolamento (art. 37, par. 2). La Carta prevede dunque un intervento sempre più incisivo del Consiglio di Sicurezza qualora la controversia perduri e diventi suscettibile di costituire una minaccia alla pace e sicurezza internazionali.
L'Assemblea Generale, invece, può ai sensi dell'art. 14 raccomandare misure per il regolamento pacifico di qualsiasi situazione suscettibile di pregiudicare il benessere generale o le relazioni amichevoli tra le nazioni, di cui il Consiglio di Sicurezza non si stia già interessando. La lettera dell'articolo da un lato non vincola l'azione dell'Assemblea Generale all'esistenza di una controversia, consentendole di intervenire anche in caso di “situazioni” che non abbiano ancora assunto i caratteri di contrasto manifesto tra pretese contrapposte tipici della controversia, e dall'altro le mette a disposizione tra le “misure” una pletora di strumenti che, in virtù della loro genericità, le consentono un ampio margine di manovra.

## Immunità degli Stati e immunità diplomatiche
Le immunità diplomatiche rappresentano delle limitazioni poste dal diritto internazionale generale alla giurisdizione che ogni Stato può esercitare sul proprio territorio al fine di rendere possibile la convivenza degli Stati e salvaguardare l'ordine interstatale globale.
Con riferimento alle immunità occorre distinguere tra immunità degli Stati e immunità degli individui-organi proprio perché differente è la ratio logico-giuridica che sottende i due istituti.
In particolare, la norma di diritto internazionale generale sull'immunità degli Stati riviene la sua ratio nei principi di indipendenza e di eguaglianza sovrana tra gli Stati, da cui deriva l'impossibilità di giudicare gli atti e i comportamenti di uno Stato straniero senza il consenso dello Stato stesso, secondo il brocardo latino par in parem non habet judicium. Ciò peraltro non significa che lo Stato non sia vincolato al rispetto delle norme interne di un altro Stato quando si trova ad operare nell'ordinamento di quest'ultimo ma, soltanto, che le azioni dello Stato non sono giustiziabili.
Inoltre, occorre rilevare che la disciplina delle immunità degli Stati dalla giurisdizione ha vissuto un'evoluzione importante negli ultimi anni passando dalla disciplina dell'immunità assoluta a quella dell'immunità relativa volta a bilanciare i due interessi fondamentali della sovranità e dell'indipendenza degli Stati da un lato e di altri principi quali il rispetto dei diritti umani fondamentali. A tal proposito, hanno accompagnato tale evoluzione diverse teorie sull'affievolimento delle immunità.
La seconda categoria riguarda le immunità diplomatiche dell'individuo-organo. In questo caso si tratta di individui che godono delle immunità in virtù della funzione che svolgono e con la finalità di poter svolgere liberamente le proprie funzioni all'interno del paese nel quali vengono accreditati. Si tratta dei Capi di Stato e di Governo, dei Ministri degli Esteri e della più ampia categoria dell'agente diplomatico.

## Segretezza delle negoziazioni internazionali
I trattati segreti (in cui l'accordo stesso è segreto) sono stati superati dai 14 punti di Wilson, ma vanno distinti dalle negoziazioni segrete (in cui le trattative in corso sono confidenziali, ma l'accordo finale è pubblico). Colin Warbrick scrive che, nel Regno Unito, "la prerogativa di negoziare e concludere trattati pone il governo in una posizione di forza. Non ha bisogno di ottenere un mandato negoziale dal Parlamento e può mantenere riservate le proprie posizioni fino alla conclusione delle trattative".
La regola tradizionale a favore della segretezza delle negoziazioni è in tensione con i valori della trasparenza: Anne Peters scrive che "la crescente rilevanza dei trattati multilaterali come strumenti globali ... richiede una ricalibrazione del peso relativo attribuito ai valori della discrezione e della riservatezza delle negoziazioni diplomatiche da un lato, e agli interessi delle terze parti e del pubblico globale dall'altro".
La segretezza delle trattative per accordi di libero scambio come il Partenariato Trans-Pacifico e l’Accordo commerciale anti-contraffazione è stata politicamente controversa, con alcuni commentatori favorevoli a una maggiore trasparenza e altri che sottolineano la necessità di riservatezza.

## Il riconoscimento degli Stati
Il riconoscimento può essere definito quale atto politico, unilaterale, meramente lecito, che, con riferimento all'acquisto della soggettività internazionale di uno Stato, è privo di effetti giuridici e appartiene alla sfera della politica, rivelando esclusivamente la volontà dello Stato che lo concede di intrattenere relazioni con il nuovo soggetto, di scambiare rappresentanze diplomatiche e di avviare forme più o meno intense di collaborazione.
Pertanto, nel diritto internazionale moderno, il riconoscimento diplomatico ha perso quel valore costitutivo della soggettività giuridica internazionale degli Stati che possedeva nell'ambito della cosiddetta comunità internazionale classica, laddove si riteneva che un ente per essere considerato soggetto di diritto internazionale dovesse ottenere il riconoscimento da parte degli Stati preesistenti.
Che il riconoscimento non produca effetti giuridici sulla nascita di un nuovo Stato è confermato dalla vicenda del Kosovo, la cui indipendenza, unilateralmente dichiarata il 17 febbraio 2008, ha generato, da un lato, riconoscimenti da parte di alcuni Stati occidentali e dall'altro ad una contestazione da parte della Russia e della Serbia, circa la legittimità della secessione kosovara.
Non è sempre facile ricevere il riconoscimento da parte degli altri Stati, anche quando il soggetto statuale ricevente è uno Stato pienamente sovrano. Questa circostanza depone ulteriormente a favore dell'attribuzione di un valore esclusivamente politico e discrezionale al riconoscimento stesso.

### Le modalità del riconoscimento
In base alla prassi, è possibile distinguere tra:
- riconoscimento esplicito e implicito, a seconda della forma usata, scritta e solenne oppure per comportamenti concludenti (come la conclusione di un accordo con il nuovo Stato o l'apertura di una rappresentanza diplomatica);
- riconoscimento de jure e de facto, a seconda che si voglia dare all'instaurazione di rapporti con il nuovo Stato una valenza definitiva, incondizionata e piena (riconoscimento de jure) o, per contro, provvisoria e revocabile (riconoscimento de facto);
- riconoscimento individuale e collettivo, che rileva con riguardo al numero dei soggetti che effettuano il riconoscimento, da un solo Stato o da un gruppo di Stati;
- riconoscimento incondizionato e condizionato, a seconda che preveda quale requisito da rispettare da parte del nuovo Stato la legittimazione democratica ossia il rispetto dello Stato di diritto e dei diritti umani;
- riconoscimento di Stati e di governi, dove l'utilizzo del riferimento allo Stato piuttosto che al governo non sembra in realtà connettersi ad una ragione giuridica fondata, soprattutto in quanto per il diritto internazionale la nozione di Stato coincide con l'organizzazione di governo.

### La prassi del non-riconoscimento
Con riferimento al non riconoscimento in assenza di legittimazione democratica, è da ricordare la cosiddetta Dottrina Tobar del 1907, che trovò applicazione politica da parte degli Stati Uniti, in America Centrale, dove il Presidente Wilson distinse tra Stati riconoscibili e non riconoscibili, essendo questi ultimi caratterizzato dal fatto di non godere del supporto della volontà popolare.
Con riferimento a nuovi Stati o acquisizioni territoriali a seguito di uso della forza armata, l'approccio del non riconoscimento si manifestò per la prima volta in occasione dell'occupazione giapponese della Manciuria, con la cosiddetta Dottrina Stimson del 1931, con la quale l'allora Segretario di Stato statunitense enunciò il non riconoscimento dell'annessione della Manciuria da parte del Giappone, in quanto avvenuta in contrasto con gli impegni assunti con il Patto di Parigi del 1928 (cosiddetto Patto Briand-Kellogg), che aveva bandito la guerra quale strumento di politica internazionale.

## Istituzioni per la formazione diplomatica
La maggior parte dei Paesi prevede una formazione professionale per i propri diplomatici e mantiene istituzioni specifiche a tale scopo. Esistono anche istituzioni private e altre istituzioni associate a organizzazioni come l'Unione Europea e le Nazioni Unite.
- Accademia diplomatica di Vienna
- Asia Pacific College of Diplomacy Archiviato il 18 febbraio 2011 in Internet Archive., The Australia National University, Canberra, Australia
- Institute for European Business Administration, Belgia
- DiploFoundation, Malta/Geneve, su diplomacy.edu.
- Centre for International Studies and Diplomacy Archiviato il 22 luglio 2011 in Internet Archive., School of Oriental and African Studies, University of London, UK
- Centre for Politics and Diplomatic Studies, University of Leicester, UK
- Collegio d'Europa
- Diplomatic Academy of the Ministry of Foreign Affairs of the Russian Federation
- Fletcher School of Law and Diplomacy, Tufts University, Medford, Massachusetts
- Foreign Service Academy
- Foreign Service Institute, George P. Shultz National Foreign Affairs Training Center, Arlington, Virginia
- Foreign Service Institute India
- Foreign Service Institute of the Philippines
- International School of Geneva
- Geneva School of Diplomacy and International Relations
- Graduate Institute of International and Development Studies
- Instituto del Servicio Exterior de la Nacion – Accademia diplomatica dell'Argentina
- Instituto del Servicio Exterior "Manuel Maria de Peralta" – Accademia diplomatica della Costa Rica
- Instituto Matías Romero, Città del Messico, su sre.gob.mx.
- Institute of Diplomacy & Foreign Relations (IDFR), Kuala Lumpur, Malaysia
- Istituto diplomatico del Ministero degli affari esteri italiano
- Lancaster University, Department of Politics, Philosophy and Religion
- Moscow State Institute of International Relations
- Patterson School of Diplomacy and International Commerce, University of Kentucky, Lexington, Kentucky
- Paul H. Nitze School of Advanced International Studies, Johns Hopkins University, Baltimore, Maryland
- Instituto do Rio Branco, Accademia diplomatica del Ministero degli affari esteri del Brasile
- Royal United Services Institute
- School of International Service
- Società Italiana per l'Organizzazione Internazionale (SIOI)
- University for Peace
- Vienna International School
- Edmund A. Walsh School of Foreign Service, Georgetown University, Washington, DC
- Whitehead School of Diplomacy and International Relations, Seton Hall University, South Orange, New Jersey
- Woodrow Wilson School of Public and International Affairs, Princeton University, New Jersey